# Юн Сок Йон
Юн Сок Йон  (кор. 윤 석영, 13 лютого 1990) — південнокорейський футболіст, олімпійський медаліст.

## Виступи на Олімпіадах
| Олімпіада   | Дисципліна | Місце |
| ----------- | ---------- | ----- |
| Лондон 2012 | футбол     | 3     |

## Інші досягнення
- Бронзовий призер Азійських ігор: 2010